# 卡姆卡 (斯諾夫斯克市鎮)
51°52′7″N 31°49′20″E / 51.86861°N 31.82222°E
卡姆卡（烏克蘭語：Камка），是烏克蘭北部切爾尼戈夫州科留基夫卡区斯諾夫斯克市鎮的村莊，距離科留基夫卡約27公里，距離切爾尼戈夫約70公里，面積0.23平方公里，2001年人口339，人口密度每平方公里1,500人。